# Kashima (Ibaraki)
Kashima (jap. 鹿嶋市, -shi) ist eine Stadt in Japan in der Präfektur Ibaraki, etwa 100 km von Tokio entfernt.

## Geographie
Die Stadt liegt östlich von Tokio südlich von Mito am Pazifischen Ozean.

## Geschichte
Die Naturkatastrophe des Tōhoku-Erdbebens am 11. März 2011 mit dem nachfolgenden Tsunami forderte in Kashima zwei Tote. 511 Wohngebäude wurden völlig und 3.354 weitere teilweise zerstört.

## Sehenswürdigkeiten

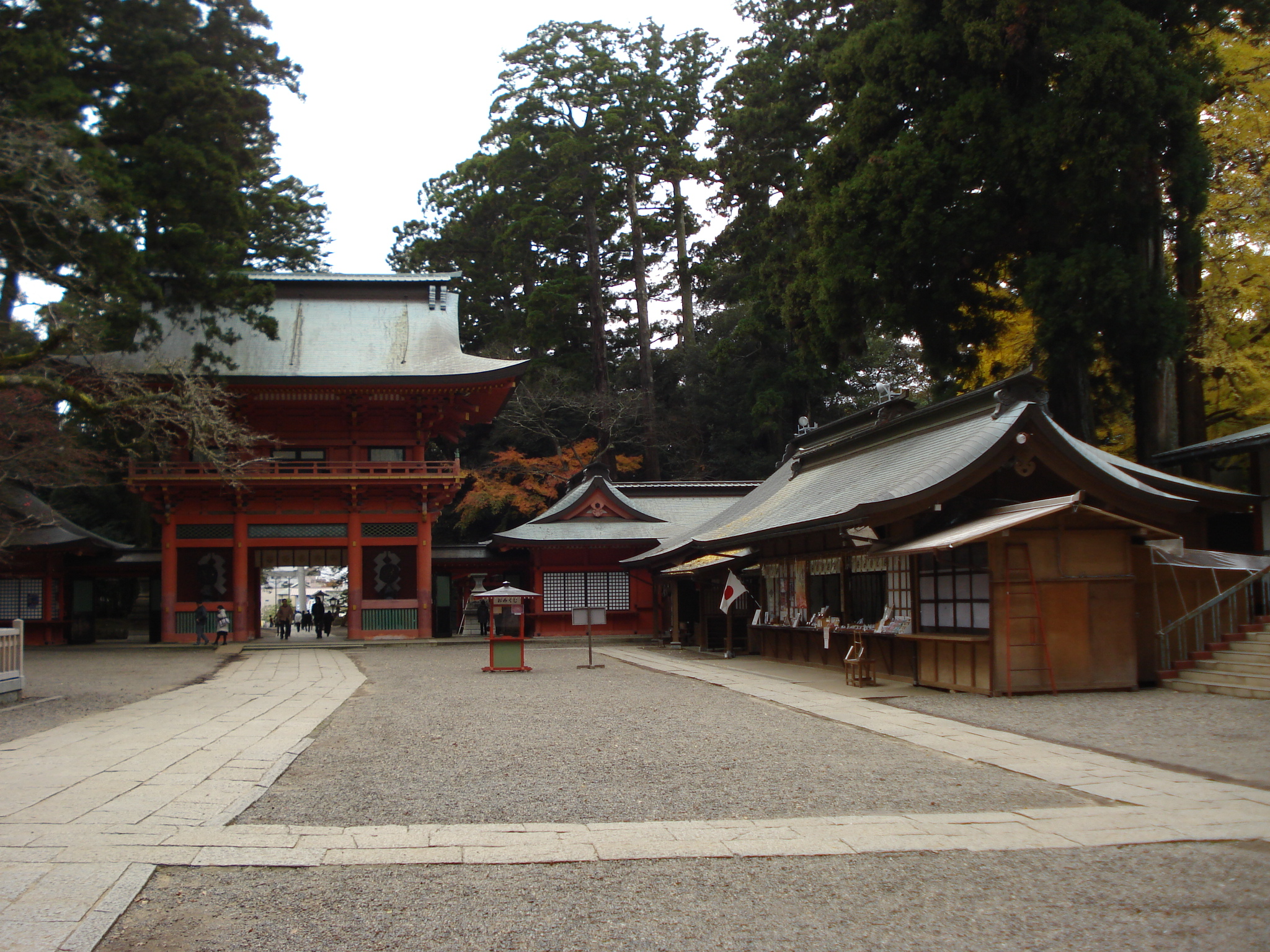
Kashima-jingū

Eine besondere Sehenswürdigkeit ist der Kashima-jingū, ein Shintō-Schrein.

## Sport
Kashima ist Heimat des Fußballteams Kashima Antlers aus der J. League, Japans höchster Spielklasse (dort sind die Antlers Rekordmeister) und war Austragungsort mehrerer Spiele bei der Fußball-Weltmeisterschaft 2002 (unter anderem von Deutschland – Irland, Ergebnis 1:1).

## Verkehr
- Straße:
  - Higashikantō-Autobahn nach Tōkyō
  - Nationalstraße 51,124
- Zug:
  - JR Kashima-Linie

## Söhne und Töchter der Stadt
- Hitoshi Sogahata (* 1979), Fußballspieler

## Angrenzende Städte und Gemeinden
- Kamisu
- Itako
- Namegata
- Hokota